# Melchor Múzquiz
Melchor de Eca y Múzquiz (Santa Rosa, 5 gennaio 1790 – Città del Messico, 14 dicembre 1844) è stato un generale e politico messicano.
È stato Presidente del Messico dall'agosto al dicembre 1832.